# Tavaco
Tavaco település Franciaországban, Corse-du-Sud megyében. Lakosainak száma 406 fő (2022. január 1.). Tavaco Carbuccia, Peri, Sari-d'Orcino, Sarrola-Carcopino és Vero községekkel határos.

## Népesség
A település népessége az elmúlt években az alábbi módon változott:
| Lakosok száma | 43   | 104  | 171  | 256  | 326  | 345  | 369  | 402  | 405  | 406  |
|               | 1968 | 1982 | 1990 | 2006 | 2013 | 2015 | 2017 | 2019 | 2020 | 2022 |